# شون مونرو
بروس شون مونرو (بالإنجليزية: Bruce Sean Munro)‏ (19 أغسطس 1961 - )؛ أحيائي بريطاني، هو رئيس قسم بيولوجيا الخلية في مختبر البيولوجيا الجزيئية (MRC) التابع لمجلس البحوث الطبية (LMB).

## وصلات خارجية
- شون مونرو على موقع مختبر MRC للبيولوجيا الجزيئية
- شون مونرو على موقع رويال سوسي (Royal society)